# Barabás Miklós Céh
A Barabás Miklós Céh (BMC) romániai magyar képzőművészeti egyesület. Nevét a Kovászna megyei Kézdimárkosfalván született Barabás Miklós festőről kapta. Székhely: Kolozsvár, fennállás: 1929–1944; újjá alakult 1994-től.

## Története (1929-1944)
Az egyesület eredetileg 1929-ben alakult meg, az Erdélyi Helikon című folyóirat szerzőinek védnökségével, valamint az úgynevezett marosvécsi „íróparlament” támogatásával. Az alapításra Szolnay Sándor, Nagy Imre, Gallas Nándor, Mund Hugó és Jándi Dávid és Udvardy Ignác tettek javaslatot.   „A  legjobbak  és  ifjúszelleműek" összefogása, akik   „a  48-as  évek  nagy  székely festője, Barabás Miklós neve alatt" (Méliusz József) alakították meg egyesületüket. Szolnay Sándor, aki voltaképpen az  elgondolás értelmi szerzője és Kós Károllyal a kivitelezésnek legfőbb propagátora, egy  hat évvel később, 1936. július 7-én Popp Aurélnak írott levelében vall a szervezés szubjektív és technikai körülményeiről: „Egy nagybányai nyáron többen  dolgoztunk  együtt, Nagy Imre, Gallasz,Jándi, én, Mund, s élénken elemeztünk minden festési módot, ami az  akkori Nagybányát jellemezte, fiatalabbak voltunk, más iskolába jártunk, mint ők, mások voltak az ideáljaink stb. Elhatároztuk, hogy  ezt a  művészi  különbséget illusztrálandó egy kiállítást hozunk össze. Ebből  az  elhatározásból sarjadt ki a Barabás Miklós Céh kiállítása, amely erkölcsileg és művészileg egyik legszebb megmozdulás volt... Azonkívül, hogy egységes művészetet képviseltünk, a fent említettek mind 1893-ban születettek voltunk, tiszta véletlen, de a magja és elindítója éppen ez a véletlen volt. Bevettük még Podlipnyt és Varga Bercit, akik ugyan fiatalabbak voltak, de művészetileg a  mi körünkbe tartoztak."
1930. március 23-án rendezik első kiállításukat a Kolozsvári Autó Club Kogălniceanu utcai helyiségeiben. Az első termet majdnem egészében Nagy Imre festményei töltötték be. A kiállítás áttekintői hangsúlyozták, hogy a szervezők különböző városok, különböző művészeti központok alkotóit fogták össze. Valóban, Kolozsvárt végül is csak Szolnay Sándor és Kós Károly képviselte. A többiek a nagybányaiak, nagyváradiak, temesváriak művészközösségét, illetve Nagy Imre személyében a Székelyföld festőit képviselték. A célok között szerepelt a műpártolás, az egyesület tagjainak erkölcsi és anyagi támogatása, rendszeres tárlatok szervezése, kapcsolattartás az erdélyi román és szász képzőművészekkel, valamint egy állandó műcsarnok felépítése Kolozsváron. A szervezetben meghonosították kiállításaik és tárlataik kötelezően betartott zsűrizését (összesen 11 közös kiállítást rendeztek). Valamennyi tárlatukhoz katalógust is kiadtak, továbbá tárlatvezetéseket tartottak, több mint 1300 műalkotást mutattak be. A kiállítók között szerepelt Abodi Nagy Béla, András László, Andrásy Zoltán, Balázs Péter, Bánffy Miklós, Benczédi Sándor, Brósz Irma, Ferenczy Júlia, Fülöp Antal Andor, Gy. Szabó Béla, Incze István, Incze János, Kós András, Kósa-Huba Ferenc, Makkai Piroska, Pirk János, Piskolti Gábor, Szervátiusz Jenő, Szolnay Sándor, Thorma János, Tollas Júlia, Udvardy Ignác, Vásárhelyi Ziegler Emil, Vida Géza.
A Kós Károly által 1930-ban tervezett műcsarnok 1942-43-ban épült fel a kolozsvári sétatéren. A műcsarnok a második világháborúban károsodott, a helyreállítás során kis mértékben módosították, jelenleg a Művészeti és Design Egyetem egyik épülete.

## Története 1994 óta
A Barabás Miklós Céh 1944 őszén beszüntette tevékenységét, és csak 1994 januárjában indították újra.
1994. január 8-án Kolozsvárott tartottak vezetőségválasztást, elnöknek Kancsura Istvánt, alelnököknek Kazinczy Gábort és Jakobovits Miklóst, titkárnak Veress Pált, tiszteletbeli elnöknek Abodi Nagy Bélát választották meg.
Első kiállításuk 1996-ban nyílt meg a kolozsvári Bethlen Kata Diakóniai Központban; a kiállítók között volt Abodi Nagy Béla, Benczédi Sándor, Bocskai Vince, Cs. Erdős Tibor, Csutak Levente, Deák Ferenc, Incze János Dés, Kákonyi Csilla, Kós András, Kusztos Endre, Muhi Sándor, Plugor Sándor, Veress Pál, Vetró András. A Barabás Miklós Céh új székházát, az Erdélyi református egyházkerület adományát 2005-ben avatták fel a kolozsvári Farkas utcában.
Az azóta eltelt tizenegy év alatt a szépet szerető közönség 31 közös és 52 egyéni kiállítást láthatott a Farkas utcai székházban.
2013-ban tartott közgyűlésén a következő vezetőket választották meg:
- elnök
  - Kolozsi Tibor
- alelnök
  - Németh Júlia és Éltes Barna
- titkár
  - Tosa Katalin

2017-ben tartott közgyűlésén a régi vezetőséget választották újra. A céh 180 aktív tagot számlál.

## Díjak, elismerések
- Magyar Örökség díj (2010)

## Ismertebb tagjaiból
- Abodi Nagy Béla
- Árkossy István
- Bardócz Lajos
- Cs. Erdős Tibor
- Fazakas Tibor (2006 óta tag)
- Feszt László
- Haller József
- Gergely Zoltán
- Horváth Gyöngyvér
- Jeney-Lám Erzsébet újraalapító tag
- Kazinczy Gábor
- Kolozsi Tibor elnök
- Kovács Géza
- Kuti Dénes
- Mátyás József
- Mira Marincaș
- Moll Elemér
- Németh Júlia alelnök
- Simon Endre alelnök (1997–2002)
- Sipos László
- Soó Zöld Margit
- Suba László
- Székely Géza
- Szolnay Sándor
- Vinczeffy László
- Zimán Vitályos Magda